# أيين ميورا
أيين ميورا (باليابانية: 三浦綺音؛ بالكانا: みうら あやね) هي عارضة وممثلة يابانية، ولدت في 8 مايو 1995 في شيزوكا في اليابان.

## أعمال

### أفلام
- رينغ: كانزينبان

## وصلات خارجية
- أيين ميورا على موقع IMDb (الإنجليزية)
- أيين ميورا على موقع ميوزك برينز (الإنجليزية)
- أيين ميورا على موقع قاعدة بيانات الفيلم (الإنجليزية)